# Gerolamo Cardano
Gerolamo Cardano, někdy též Girolamo Cardano, Geronimo Cardano nebo latinsky Hieronymus Cardanus ( 24. září 1501 Pavia – 20. září 1576 Řím), byl italský matematik, filosof, astronom, astrolog a šachista. Byl jedním z nejvýznamnějších představitelů rozvoje přírodních věd, neoplatonismu a hermetických nauk období renesance.

## Život
Narodil se v rodině advokáta, velmi vzdělaného v matematice, a studoval v Pavii a v Padově. V mládí se těžko prosazoval a živil se často hazardní hrou, kde mu pochopení zásad matematické pravděpodobnosti dávalo vůči protihráčům značnou výhodu. Působil potom jako profesor matematiky, později také lékařství, a to od roku 1543 v Miláně, od roku 1559 v Pavii a od roku 1562 v Bologni. Od roku 1570 žil v Římě, kde dostával pravidelnou penzi od papeže Řehoře XIII.

## Dílo
V roce 1545 napsal svůj hlavní spis Ars Magna, ve kterém uveřejnil postupy na řešení rovnic třetího a čtvrtého stupně, jejichž výsledkem jsou takzvané Cardanovy vzorce. Jejich postupy vymysleli jeho žáci Niccolò Fontana Tartaglia, Scipione del Ferro, resp. Lodovico Ferrari. Jako první se zabýval matematickou pravděpodobností, popsal Cardanův závěs (křížový závěs, poprvé zmíněný Filónem Byzantským) a Cardanův kloub.
Zabýval se také teologií, kde byl ovlivněn platonismem, a podle jedné zprávy měl snad potíže kvůli tomu, že sestavoval horoskop Ježíše Krista. V oblasti medicíny se snažil dát oboru vědecký základ a zajistit, aby medicína pomáhala praktickému léčitelství – zanechal mnoho pozorovaní z oblasti patologie a teratologie a o infekčních chorobách.
Patřil k nejvýraznějším renesančním astrologům. Napsal knihy o metoskopii (o výkladu tváře) a astrologii a působil jako dvorní astrolog Joachima I. von Brandenburg. Patřil také mezi vášnivé hráče šachu.

## Galerie

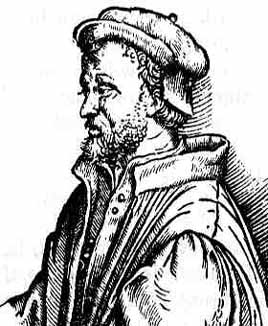
Gerolamo Cardano
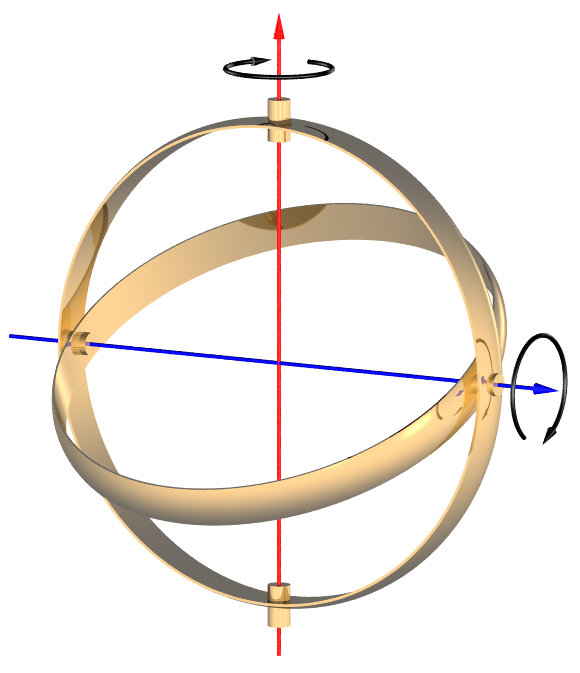
Cardanův závěs
Cardanův kloub
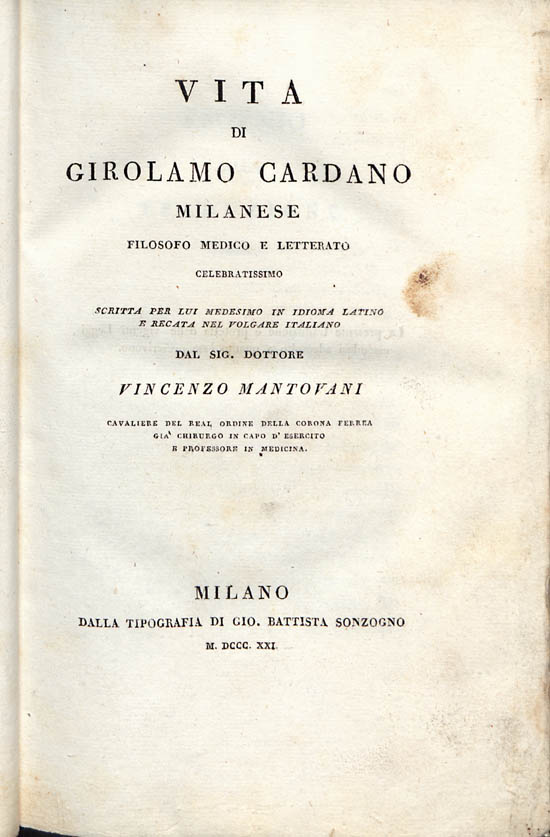
Cardano, De propria vita, 1821